# Уайтхед, Уильям
Уильям Уайтхед (англ. William Whitehead; 12 февраля 1715 — 14 апреля 1785) — английский поэт и драматург. В декабре 1757 году стал поэтом-лауреатом после того, как Томас Грей отказался от этой должности.

## Биография
Уильям Уайтхед родился 12 февраля 1715 года в городе Кембридже. Отец его был булочником, но Уайтхед получил хорошее образование. Еще будучи студентом, он обращал на себя внимание стихами и комедиями. Одна из первых его вещей, напечатанных в это время, — «Essay on writing verses». Окончив Кембриджский университет и получив степень магистра искусств в 1743 году, он стал домашним учителем Джорджа Вильерса (1735—1805) в доме графа Джерси и много путешествовал со своим учеником по Европе.
В 1750 году была представлена на сцене его первая трагедия «Отец-Римлянин» («The Roman Father»), подражание Корнелевскому «Горацию». Провал пьесы биограф Уайтхеда — Пасон — приписывает изменениям, введённым в неё актёром Дэвидом Гарриком для того, чтобы придать больше блеска роли отца Горация; но по мнению критика З. А. Венгеровой, главный недостаток пьесы в роли сестры Горация, которая не умирает, как у Корнеля, от меча брата, а возвращается, раненная, на сцену и ведет бесконечные разговоры с отцом.
После того, как Томас Грей отказался от звания поэта-лауреата, оно было передано Уайтхеду, который был более подходящий и угодный при дворе.
Вторая трагедия «Креуза» вышла в 1754 году и была гораздо удачнее первой и имеет несомненные литературные достоинства. Взяв сюжет трагедии Еврипида «Ион», У. Уайтхед обработал его в духе своего времени, заменив элемент чудесного психологическими мотивами.
В 1757 году, когда умер поэт-лауреат Колли Сиббер, Уильям Уайтхед был назначен на его место, и написал в этом качестве большое количество од и элегий, из которых многие очень поэтичны («Epistle of Anna Boleyn to Henry VIII», «Verses to the people of England», «Elegies with an ode to the Tiber etc.»). Но бездарность Сиббера сделала имя поэта-лауреата мишенью для насмешек, которых не избег и его преемник. Особенно резко нападал на него известный сатирик Чарльз Черчиль. Уайтхед считал лишним отвечать на злые и остроумные выходки своего противника, благодаря этому, Черчиль успел настолько очернить Уайтхеда в глазах современников, что Гаррик согласился играть в новой пьесе поэта лауреата («Trip to Scotland») лишь с тем условием, чтобы имя автора осталось скрытым. В том же году (1776) появился анонимно рассказ В. «Variety, a tale for married people», и обе вещи очень понравились публике, не знавшей, что она аплодирует жертве своего любимого сатирика.
Сочинения Уайтхеда собраны и изданы, вместе с его биографией, в 1788 году («Poems and memoirs of the life and Writings of W. W.», 3 тома, Лондон, 1788).
Уильям Уайтхед умер 14 апреля 1785 года на площади Беркли в городе Лондоне.